# Qualigaz
 (avril 2010).
 (décembre 2023).
Si vous disposez d'ouvrages ou d'articles de référence ou si vous connaissez des sites web de qualité traitant du thème abordé ici, merci de compléter l'article en donnant les références utiles à sa vérifiabilité et en les liant à la section « Notes et références ».
Qualigaz est une association loi de 1901 dont le rôle premier est le contrôle des installations domestiques de gaz.

## Historique
Qualigaz, association loi de 1901, a été mis en place par le ministère de l'industrie sur agrément ministériels inscrit à l'arrêté du 2 août 1977 à la demande des organisations professionnelles et des distributeurs de gaz (GDF, propaniers, etc.) depuis 1990.
Le rôle premier de Qualigaz réside dans le contrôle des installations domestiques de gaz, défini aux articles 25 et 26 de l'arrêté du 2 août 1977.
Qualigaz a été créé pour permettre de valider la conformité et la sécurité des installations de gaz domestiques à travers un certificat de conformité.
Le ministère de l'industrie, soucieux de la sécurité des installations de gaz sur le territoire français a agréé Qualigaz pour effectuer les contrôles nécessaires à la bonne sécurisation des biens et des personnes.
Depuis plusieurs années, Qualigaz s'occupe aussi du contrôle des ERP 5 (établissements recevant du public de 5e catégorie) ainsi que les véhicules habitables de loisirs.
Gaz de France confie actuellement à cette association, le contrôle du réseau de canalisations de distribution domestique de gaz (CICM).